# Lipka (powiat Złotowski)
Lipka is een dorp in de Poolse woiwodschap Groot-Polen. De plaats maakt deel uit van de gemeente Lipka en telt 2200 inwoners.

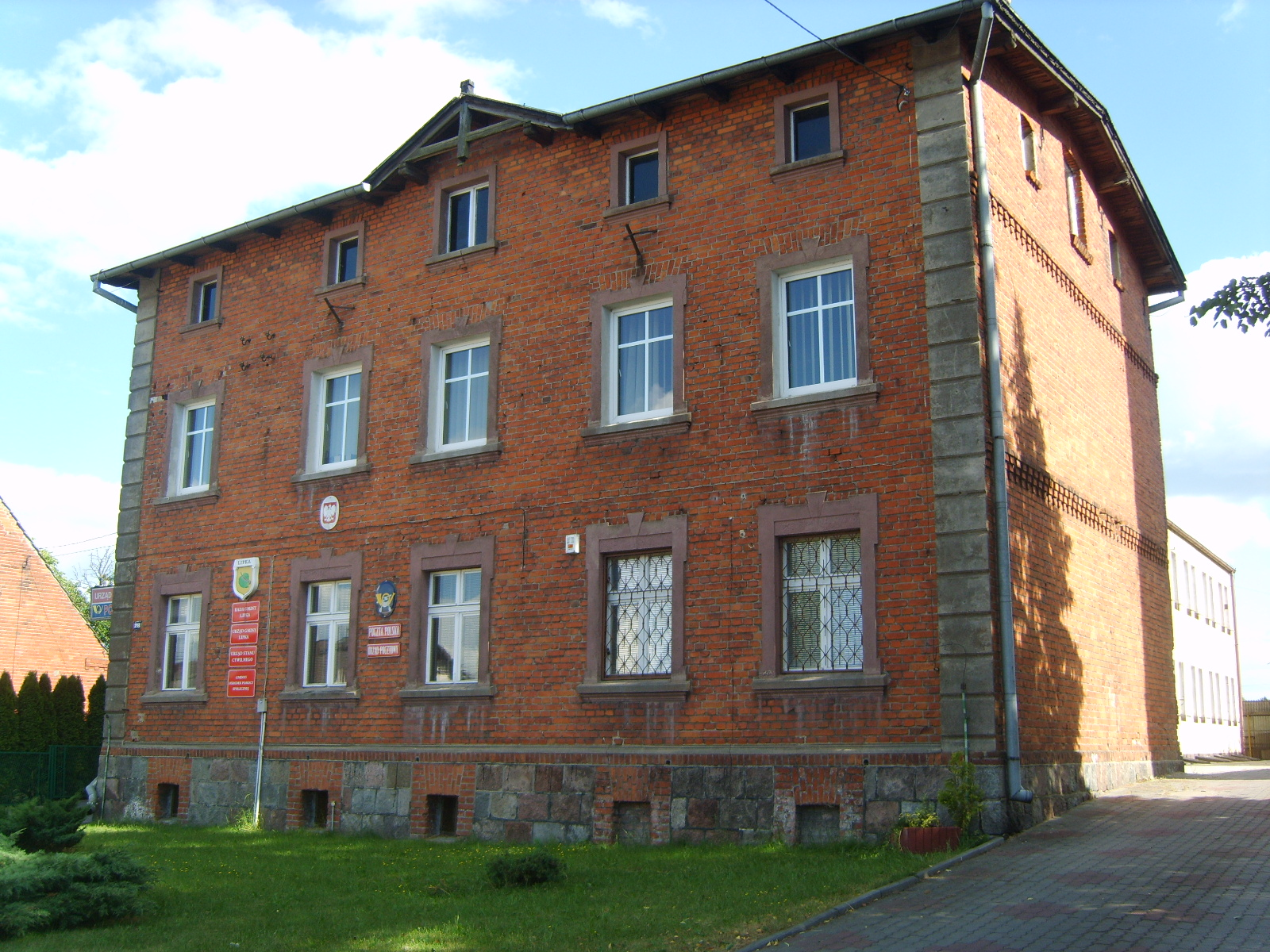
Gemeentehuis
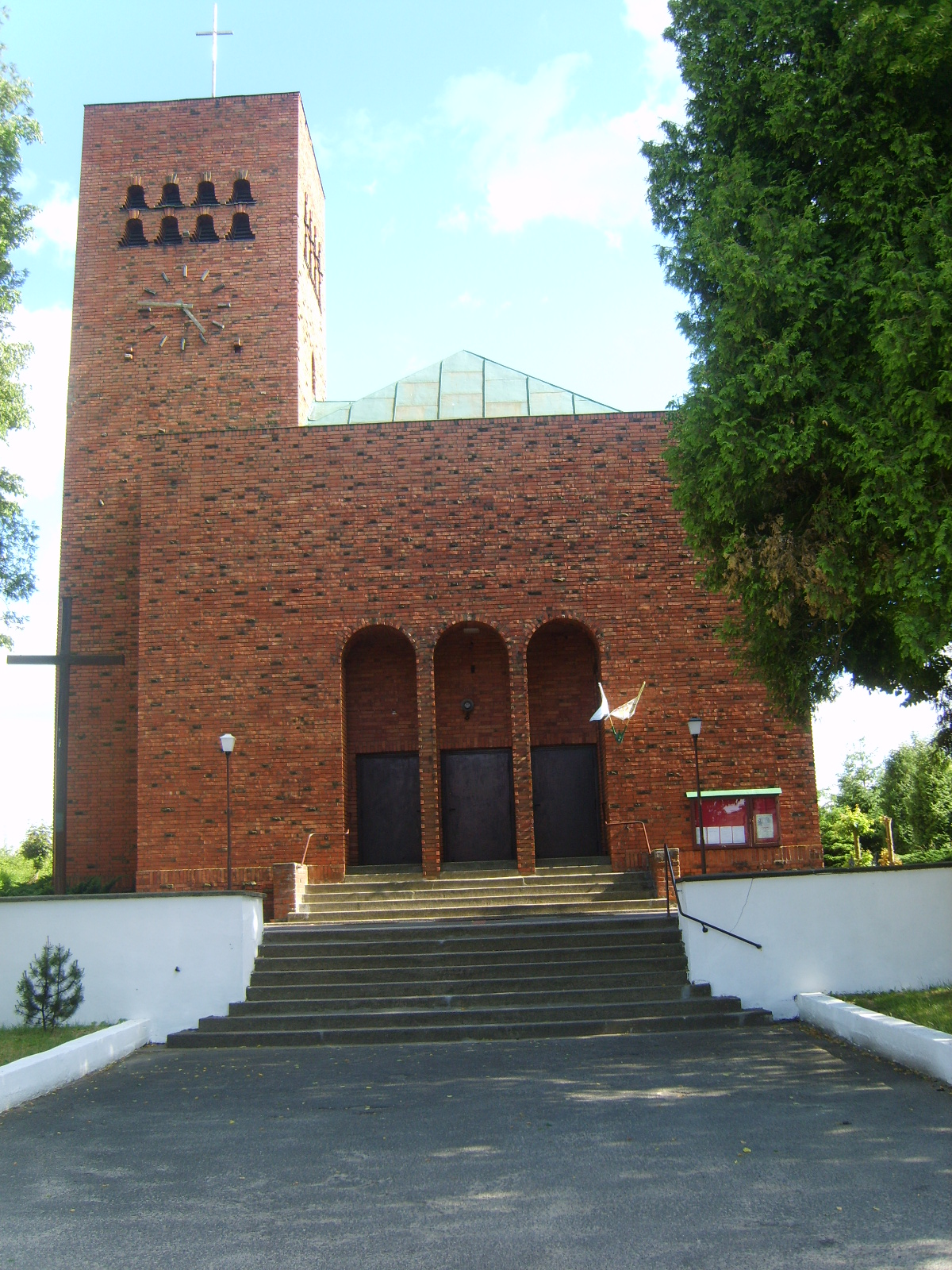
Kerk in Lipka